# Viborg Østkredsen
Viborg Østkredsen er en opstillingskreds i Vestjyllands Storkreds.
Kredsen, der er oprettet i 2007, består af den østlige del af Ny Viborg Kommune. 
Kredsen er tilført den tidligere Bjerringbro Kommune fra Kjellerupkredsen.
Fra den nordlige del af den tidligere Viborgkredsen overføres Tjele og Møldrup kommuner samt Hvam skoledistrikt (Aalestrup Kommune) til Viborg Østkredsen.
Fra den sydlige del af den tidligere Viborgkredsen overføres den del af den gamle Viborg Kommune, der ligger øst for Hjarbæk Fjord, hovedvej 13 (Ålborgvej), Nørre Å (med Nørresø og Søndersø) og hovedvej 52 (Kjellerupvej). Dette svarer stort set til Asmild, Houlkær, Sønder Rind, Tapdrup og Vinkel sogne.   
Afstemningssteder i kredsen:
Tilført fra Kjellerupkredsen (tidligere Bjerringbro Kommune): 
1. Løvskal
2. Nord
3. Rødkærsbro
4. Syd

Overført fra Viborgkredsen::
1. Tidligere Aalestrup Kommune
  1. Hvam
2. Tidligere Møldrup Kommune
  1. Hersom-Bjerregrav
  2. Klejtrup
  3. Låstrup-Lynderup
  4. Møldrup
  5. Skals
  6. Ulbjerg
3. Tidligere Tjele Kommune
  1. Hammershøj
  2. Kvorning
  3. Lindum-Bigum
  4. Løvel-Pederstrup
  5. Rødding
  6. Tjele-Nr.Vinge
  7. Vammen
  8. Vejrum-Viskum
  9. Vorning
  10. Ørum
4. Tidligere Viborg Kommune
  1. Overlund

En stor del af Viborg Østkredsen tilhørte den daværende Løvelkredsen fra 1849 til 1970. En mindre del af kredsen lå i Sønder Vingekredsen før 1970.

## Folketingskandidater pr. 25/11-2018

### Valgkredsens kandidater for de pr. november 2018 opstillingsberettigede partier
| Liste | Parti                       | Kandidat                | Bemærk |
| ----- | --------------------------- | ----------------------- | ------ |
| A     | Socialdemokratiet           | Mette Nielsen           |        |
| B     | Radikale Venstre            |                         |        |
| C     | Det Konservative Folkeparti |                         |        |
| D     | Nye Borgerlige              |                         |        |
| F     | Socialistisk Folkeparti     |                         |        |
| I     | Liberal Alliance            |                         |        |
| O     | Dansk Folkeparti            | Christian Langballe     |        |
| V     | Venstre                     | Kristian Pihl Lorentzen |        |
| Ø     | Enhedslisten                | Aksel Rosager Johansen  |        |
| Å     | Alternativet                |                         |        |